# Catalina Corró
Catalina Corró Lorente (Inca, Baleares, 14 de abril de 1995) es una nadadora española, subcampeona de España en Piscina Corta en las modalidades de 200 m y 400 m estilos, y campeona en los Juegos Mediterráneos de Tarragona 2018 en la modalidad de 400 m estilos.

## Trayectoria
Catalina Corró Lorente es una nadadora integrante del equipo nacional absoluto. Es campeona de los Juegos del Mediterráneo en la modalidad de 400 m estilos y es finalista europea en la misma disciplina. Estuvo becada durante varios años por la Real Federación Española en el CAR de San Cugat del Vallés (Barcelona), entrenando a las órdenes de José Antonio del Castillo, y compitiendo por el Club Natación Palma y por el Club Natación Bidasoa XXI; hasta que en la temporada 2018/19 decide empezar a entrenar y competir por el Club Natación Sabadell, a las órdenes de Alex López y entrenando en un grupo de élite con nadadoras como Marina García, Beatriz Gómez y Judit Ignacio. Esa misma temporada logró nadar tres finales en la Universidad de Nápoles, donde logró nadar tres finales en los 200 y 400 m estilos y en los 400 m libre.
Estudia Medicina en la Universidad Autónoma de Barcelona.